# Winter Blues
Winter Blues è il diciassettesimo album di Edgar Winter pubblicato dalla Rhino Records nel giugno del 1999 e prodotto da Edgar Winter e Monique Winter.

## Tracce
1. Good Ol' Shoe – 3:28 (Edgar Winter)
2. Nu'Orlins – 5:04 (Edgar Winter)
3. Texas – 3:49 (Edgar Winter)
4. New Millennium – 4:04 (Edgar Winter)
5. On the Tip of My Tongue – 4:17 (Edgar Winter)
6. White Man's Blues – 5:34 (Edgar Winter, Rick Derringer)
7. They Only Come Out at Night – 4:27 (Edgar Winter, Frankie Sullivan)
8. It's Only Money – 3:36 (Edgar Winter)
9. Show Your Love – 3:49 (Edgar Winter)
10. You Are My Song – 4:04 (Edgar Winter, Curt Cuomo)

## Musicisti
- Edgar Winter - voce, sassofono alto, sassofono baritono, pianoforte, organo, sintetizzatore
- Johnny Winter - chitarra
- Rick Derringer - chitarra
- Frankie Sullivan - chitarra
- Mitch Perry - chitarra
- John Massari - archi
- Leon Russell - pianoforte
- Dr. John - pianoforte
- Dean Roubicek - clarinetto
- John Paris - armonica
- Jon Smith - sassofono tenore
- Steve Howard - tromba
- Ken Tussing - trombone
- Westy Westenhofer - sousaphone
- Vail Johnson - basso
- Mike McKinney - basso
- Charlie Torres - basso
- Rick Latham - batteria
- Sterling Campbell - batteria
- Eddie Money - voce
- Bobbie Kimball - voce
- John Mahon - accompagnamento vocale
- Monte Kelley - accompagnamento vocale
- Paul Pesco - accompagnamento vocale